# Бион-9
Бион-9 («Космос-2044») — космический аппарат для медико-биологических исследований из серии Бион. Полёт, проводился при финансовом обеспечении американской стороны, участвовали учёные из девяти стран и ЕКА.

## Миссия
Было проведено 80 экспериментов по таким категориям, как укачивание, репродукция, регенерация иммунология и адаптация к нормальной гравитационной среде. Был использован ряд различных биологических образцов, в том числе грызунов.
Совместные эксперименты США / СССР были проведены на 2 макаках-резус и 10 крысах-самцах линии Вистар. Биологическая нагрузка также включала культуры клеток (Escherichia coli). Основными обитателями были две обезьяны-макаки. Спускаемая сфера диаметром 2,3 м была успешно восстановлена через 14 дней, но отказ в системе терморегулирования привёл к гибели некоторых особей.